# Moulin Rouge (1952)
Moulin Rouge ist eine 1952 erschienene Filmbiographie des US-amerikanischen Regisseurs John Huston über das Leben von Henri de Toulouse-Lautrec. Das Drehbuch des Filmes basiert auf dem zwei Jahre zuvor erschienenen gleichnamigen englischsprachigen Roman des französischen Schriftstellers Pierre La Mure. Schweizer Titel ist Ein Lied aus Paris.

## Inhalt

### Paris im Jahr 1890
Henri de Toulouse-Lautrec sitzt im Pariser Varieté Moulin Rouge und skizziert die Tanzenden. Der Betreiber der Vergnügungsstätte ist von den Skizzen angetan und schlägt dem Künstler vor, er solle ein Werbeplakat für das Moulin Rouge gestalten und bekäme dafür einen Monat lang Freigetränke. Zur Sperrstunde und als letzter Gast geht Henri, wobei erstmals im Film seine kleine Statur sichtbar wird. Auf dem Heimweg erinnert er sich seiner Jugend (in Rückblenden erfährt man von seiner adeligen Abstammung sowie von einem Treppensturz im elterlichen Schloss, bei dem er sich beide Beine brach). Die schlechte Heilung der Frakturen ist der Grund für die geringe Körpergröße und zwingt Henri, sich viel sitzend zu beschäftigen. Er nutzt die Zeit, indem er Motive aus seiner Umgebung malt. Einige Jahre später sieht man ihn um die Hand einer Jugendfreundin anhaltend, doch wird er mit dem Verweis auf sein Äußeres scharf zurückgewiesen. Diese Enttäuschung prägt den jungen Mann und überzeugt, nie eine Frau zu finden, die ihn lieben könnte, beschließt er, nach Paris zu ziehen, um Maler zu werden.
Zurück am Heimweg trifft er auf Marie Charlet, eine junge Frau aus ärmlichen Verhältnissen, die von einem Polizisten gesucht wird, und verschafft ihr vor diesem das Alibi, sie hätten den ganzen Abend gemeinsam verbracht. Marie begleitet Henri in seine Wohnung und bleibt über Nacht. Henri will ihr ein Kleid kaufen, doch sie geht alleine, nicht ohne Geld von dem Maler anzunehmen, und kündigt an, in einer Stunde wiederzukommen. Erst am nächsten Tag erscheint sie wieder und gibt an, bei ihrer kranken Schwester gewesen zu sein. Sie zieht in die Wohnung ein, verschwindet aber weiterhin regelmäßig.
Einige Zeit später fertigt Henri ein Porträt von Marie und bietet ihr an, sie am Abend in ein teures Restaurant auszuführen. Dort hört er aber nur Beschwerden von Marie und sie läuft wieder weg, noch bevor das Essen gebracht wird. Als sie später wieder vor der Wohnung auftaucht, öffnet ihr Henri nicht die Türe, wodurch sie aus seinem Leben verschwindet. Um seinen Kummer zu vergessen, trinkt er mehr Cognac als gewöhnlich und malt auch nicht mehr. Als er Marie auf Anraten seiner Mutter sucht, findet er sie stark betrunken und erfährt, dass ihre Zuneigung zu ihm nur vorgetäuscht war, um ihm mehr Geld für ihren Freund zu entlocken. Henri fährt nach Hause und dreht die Gashähne in seiner Wohnung auf, um sich umzubringen. Doch plötzlich besinnt er sich des Plakates und beginnt wieder zu malen. Das Plakat verursacht viel Aufsehen in der Stadt, beschert dem Moulin Rouge einen großen Publikumsandrang und ihm selbst viel Anerkennung als Künstler.

### Paris im Jahr 1900

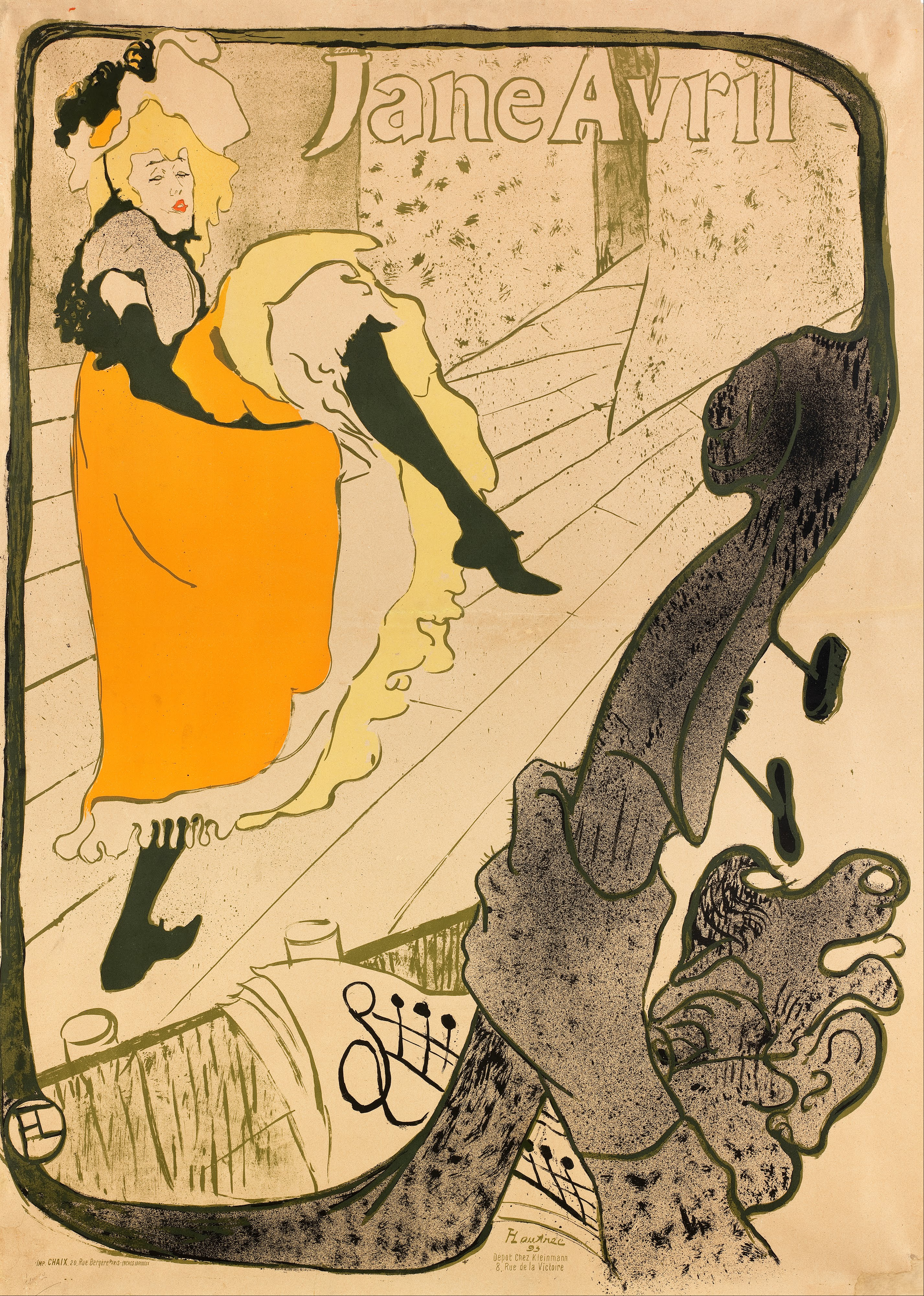
Henri Toulouse-Lautrec: Plakat Jane Avril

Die Handlung springt ins Jahr 1900: Henri lernt – über die Sängerin Jane Avril – Myriamme kennen, die sich als große Bewunderin seiner Malerei erweist. Die beiden verbringen viel Zeit miteinander. Als Myriamme ihm erzählt, dass sie von einem Verehrer einen Heiratsantrag bekommen hat, reagiert er kalt und schnippisch, immer wieder suggerierend, dass es keine wahre Liebe geben könne. Dennoch wird klar, dass er selbst in Myriamme verliebt ist. Dies sieht Myriamme allerdings nicht, und so schreibt sie dem Künstler einen Brief, in dem sie ihm eröffnet, den Heiratsantrag angenommen zu haben. Henri stürmt zu ihrer Wohnung, doch er wird informiert, dass sie verzogen ist, ohne eine Adresse zu hinterlassen. Tief bekümmert trinkt Henri immer mehr, und kollabiert schließlich am Boden einer Kneipe. Er wird nach Hause getragen und in sein Bett gelegt, und als die Helfer gehen, stürmt er aus der Wohnung, von eingebildeten Heerscharen von Kakerlaken verfolgt, und stürzt dabei die Treppe hinab und verletzt sich lebensgefährlich. Der schwerverletzte Henri Toulouse-Lautrec wird ins elterliche Schloss gebracht. Auf dem Sterbebett erscheinen ihm noch einmal die Tanzenden des Moulin Rouge, und er stirbt mit einem Lächeln im Gesicht.

## Entstehungsgeschichte
Die Außenaufnahmen fanden in Paris, die Innenaufnahmen in den Shepperton Studios in England statt.
José Ferrer, der in diesem Film sowohl Henri de Toulouse-Lautrec als auch dessen Vater spielt, ging in vielen Szenen auf den Knien, die Füße nach hinten gebunden, um der kleinen Statur des Künstlers zu entsprechen. Dies war schmerzhaft für ihn, wodurch er Toulouse-Lautrec, der selbst an Schmerzen litt, noch realistischer wirken ließ. Der Gehstock, den er im Film verwendete, war für diese Art der Fortbewegung unerlässlich. Für Aufnahmen aus größerer Entfernung wurde ein kleinwüchsiges Double eingesetzt. Jedoch zeigen sich dann – als ein Regiefehler – beim Gehen die Knickfalten der Hosenbeine im Kniebereich.
Regisseur John Huston wollte diesen Film in ähnlich brillanten Farben drehen, wie sie in Toulouse-Lautrecs Bildern vorkommen, und engagierte deswegen Eliot Elisofon, der als „Special Colour Consultant“ gemeinsam mit Kameramann Oswald Morris viele Farbfilter und farbige Beleuchtung einsetzte.
Im Film gibt es (besonders im Sprung zwischen den Jahren 1890 und 1900) lange Zwischensequenzen mit Aufnahmen von Werken Toulouse-Lautrecs.
Die Erstaufführung in der Bundesrepublik Deutschland war am 29. Juli 1953.

## Kritik
„Die Geschichte ist angesiedelt in einem kaleidoskopartig gezeichneten, ebenso sentimental wie dramatisch geschilderten Paris kurz vor der Jahrhundertwende. John Huston unternimmt einen wichtigen und bemerkenswerten Versuch, Farbdramaturgie bewußt einzusetzen – er gestaltet die Welt des Malers in dessen eigenen Formen und Farben und macht sie zum Stilprinzip des Films. Sehenswert: José Ferrer in der Hauptrolle.“

„Ein durch die künstlerische Farbgestaltung bemerkenswerter Film über den französischen Maler Toulouse-Lautrec. Über lauter filmischer Perfektion hat der brillante Regisseur John Huston versäumt, zu dem pathologischen Musterfall des verkrüppelten und dem Alkohol ergebenen Künstlers klar Stellung zu beziehen.“

## Auszeichnungen
Der Film erhielt zwei Oscars: Für bestes Szenenbild, für das Marcel Vértes und Paul Sheriff verantwortlich zeichneten, sowie für bestes Kostümdesign (ebenfalls Marcel Vértes). Für fünf weitere Oscars war er nominiert: Bester Film, beste Regie, bester Hauptdarsteller, beste Nebendarstellerin und bester Schnitt.
John Huston bekam für die Regie den Silbernen Löwen der Internationalen Filmfestspiele von Venedig sowie den Preis für beste Kamera von der British Society of Cinematographers.
Colette Marchand erhielt für ihre Darstellung der Marie Charlet den Golden Globe als beste Nachwuchsdarstellerin.